# Pierluigi Martini
Pierluigi Martini (* 23. April 1961 in Lugo) ist ein ehemaliger italienischer Automobilrennfahrer, der von 1985 bis 1995 in 119 Rennen der Formel 1 startete. Da er nie über einen konkurrenzfähigen Rennwagen verfügte, erzielte er in der Fahrerwertung lediglich 18 Punkte und erreichte nie einen Podestplatz. Sein größter Erfolg im Automobilsport war der Gesamtsieg  1999 bei den 24 Stunden von Le Mans.

## Karriere

### Formel 3 und Formel 2
Martini gewann 1983 die europäische Formel-3-Meisterschaft in einem Rennwagen des Herstellers Ralt. Im gleichen Jahr bestritt er für Minardi ein Rennen der Formel-2-Europameisterschaft: Den Gran Premio dell’Adriatico 1983 in Misano beendete er als Zweiter und erreichte damit die beste Position seines Teams in diesem Jahr. Mit sechs Punkten aus diesem Rennen lag Martini am Saisonende auf Rang elf der Fahrerwertung.

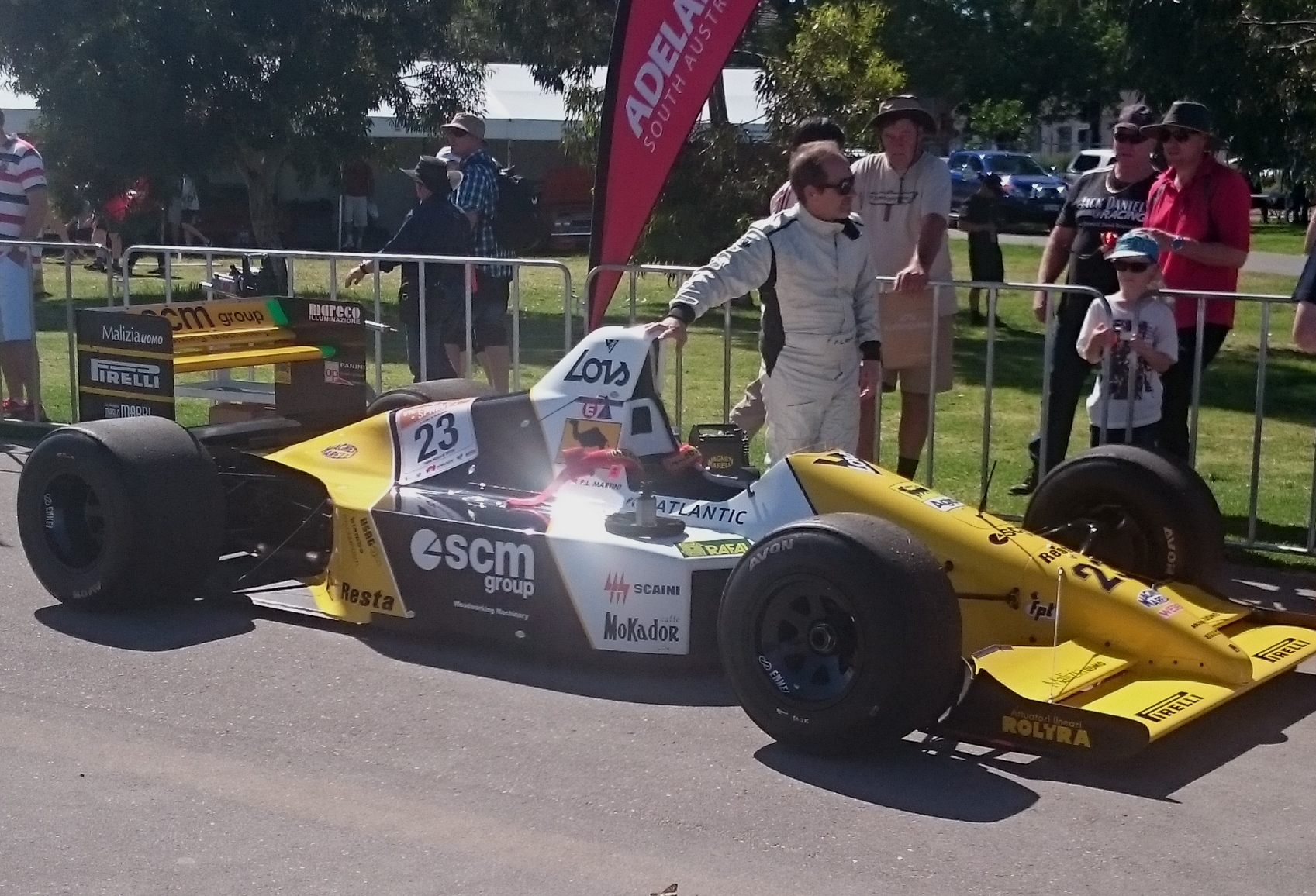
Pierluigi Martini und der modifizierte Vorjahreswagen M189B beim Adelaide Motorsport Festival 2016; mit diesem Fahrzeug erreichte er beim Großen Preis der USA 1990 in der Qualifikation den zweiten Startplatz.

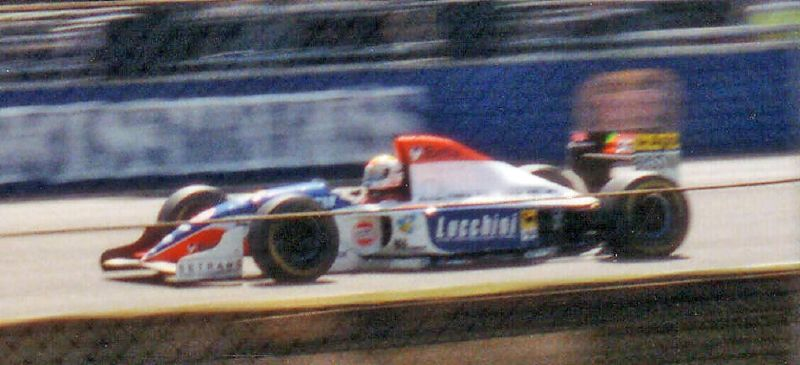
Pierluigi Martini in einem Minardi im Jahr 1994

### Formel 1
1984 versuchte Martini den Einstieg in die Formel 1 im Team Toleman, scheiterte jedoch beim Großen Preis von Italien an der Qualifikationshürde. 1985 stieg er dann gemeinsam mit Teamchef Giancarlo Minardi in die Königsklasse ein und war damit der erste Fahrer des Teams in der Formel 1. Martini erreichte in diesem Jahr drei Zielankünfte, blieb aber jeweils außerhalb der Punkteränge. Ende der Saison kehrte er der Formel 1 aber zunächst wieder den Rücken, um 1988 zu Minardi zurückzukehren. Er blieb dem Team bis 1991 treu. 1992 fuhr er für die Scuderia Italia den Dallara BMS192, kehrte aber 1993 zu Minardi zurück, wo er seine Karriere 1995 beendete.
Insgesamt fuhr Martini 119 Grand Prix, davon 103 für Minardi. Seine besten Rennergebnisse waren jeweils der vierte Platz beim Großen Preis von San Marino und beim Großen Preis von Portugal im Jahr 1991. Zudem schaffte es der Italiener einmal in die erste Startreihe (beim Großen Preis der USA 1990). Insgesamt war er der erfolgreichste Fahrer von Minardi, da er fast die Hälfte der Punkte des Teams geholt hatte (16 von 38), die einzigen beiden vierten Plätze, die einzige Position in der ersten Startreihe und die einzige Führungsrunde.

### Nach der Formel 1
Seinen größten Erfolg im internationalen Motorsport feierte Martini 1999 bei den 24 Stunden von Le Mans. Gemeinsam mit Joachim Winkelhock und Yannick Dalmas erreichte er auf einem BMW V12 Le Mans Roadster den Gesamtsieg.
Nach seiner aktiven Karriere hörte man lange Zeit nichts von Martini. Erst 2006 tauchte sein Name wieder in den Medien auf, als er ein Rennen in der Grand-Prix-Masters-Serie für ehemalige Formel-1-Piloten bestritt. In Silverstone wurde er unter 16 Teilnehmern Siebter.

## Statistik

### Statistik in der Formel-1-Weltmeisterschaft

#### Gesamtübersicht
| Saison | Team       | Chassis                      | Motor                    | Rennen | Siege | Zweiter | Dritter | Poles | schn. Rennrunden | Punkte | WM-Pos. |
| ------ | ---------- | ---------------------------- | ------------------------ | ------ | ----- | ------- | ------- | ----- | ---------------- | ------ | ------- |
| 1984   | Toleman    | Toleman TG184                | Hart 415T 1.5 L4t        | –      | –     | –       | –       | –     | –                | –      | —       |
| 1985   | Minardi    | Minardi M185                 | Ford Cosworth DFV 3.0 V8 | 15     | –     | –       | –       | –     | –                | –      | 24.     |
| 1988   | Minardi    | Minardi M188                 | Ford Cosworth DFZ 3.5 V8 | 9      | –     | –       | –       | –     | –                | 1      | 17.     |
| 1989   | Minardi    | Minardi M188B / Minardi M189 | Ford Cosworth DFR 3.5 V8 | 15     | –     | –       | –       | –     | –                | 5      | 15      |
| 1990   | Minardi    | Minardi M189 / Minardi M190  | Ford Cosworth DFR 3.5 V8 | 15     | –     | –       | –       | –     | –                | –      | 21.     |
| 1991   | Minardi    | Minardi M191                 | Ferrari 3.5 V12          | 16     | –     | –       | –       | –     | –                | 6      | 11.     |
| 1992   | Italia SpA | Dallara BMS192               | Ferrari 3.5 V12          | 16     | –     | –       | –       | –     | –                | 2      | 16.     |
| 1993   | Minardi    | Minardi M193                 | Ford 3.5 V8              | 8      | –     | –       | –       | –     | –                | –      | 23.     |
| 1994   | Minardi    | Minardi M193B / Minardi M194 | Ford HB 3.5 V8           | 16     | –     | –       | –       | –     | –                | 4      | 21.     |
| 1995   | Minardi    | Minardi M195                 | Ford EDM 3.0 V8          | 9      | –     | –       | –       | –     | –                | –      | 19.     |
| Gesamt | Gesamt     | Gesamt                       | Gesamt                   | 119    | –     | –       | –       | –     | –                | 18     |         |

### Le-Mans-Ergebnisse
| Jahr | Team                | Fahrzeug           | Teamkollege         | Teamkollege                | Platzierung | Ausfallgrund         |
| ---- | ------------------- | ------------------ | ------------------- | -------------------------- | ----------- | -------------------- |
| 1984 | Scuderia Jolly Club | Lancia LC2         | Xavier Lapeyre      | Beppe Gabbiani             | Ausfall     | Überhitzter Zylinder |
| 1996 | Joest Racing        | TWR-Porsche WSC-95 | Michele Alboreto    | Didier Theys               | Ausfall     | Elektrik             |
| 1997 | BMS Scuderia Italia | Porsche 911 GT2    | Christian Pescatori | Antônio de Azevedo Hermann | Rang 8      |                      |
| 1998 | Team BMW Motorsport | BMW V12 LM         | Joachim Winkelhock  | Johnny Cecotto             | Ausfall     | Radlager             |
| 1999 | Team BMW Motorsport | BMW V12 LMR        | Joachim Winkelhock  | Yannick Dalmas             | Gesamtsieg  |                      |

### Sebring-Ergebnisse
| Jahr | Team               | Fahrzeug    | Teamkollege            | Teamkollege        | Platzierung | Ausfallgrund |
| ---- | ------------------ | ----------- | ---------------------- | ------------------ | ----------- | ------------ |
| 1999 | BMW Motorsport     | BMW V12 LMR | Yannick Dalmas         | Joachim Winkelhock | Ausfall     | Unfall       |
| 2000 | Team Rafanelli SRL | Lola B2K/10 | Domenico Schiattarella | Didier de Radiguès | Ausfall     | Lenkung      |

### Einzelergebnisse in der Sportwagen-Weltmeisterschaft
| Saison | Team       | Rennwagen  | 1   | 2   | 3   | 4   | 5   | 6   | 7   | 8   | 9   | 10  | 11  |
| ------ | ---------- | ---------- | --- | --- | --- | --- | --- | --- | --- | --- | --- | --- | --- |
| 1984   | Jolly Club | Lancia LC2 | MON | SIL | LEM | NÜR | BRH | MOS | SPA | IMO | FUJ | KYA | SAN |
| 1984   | Jolly Club | Lancia LC2 | DNF | 7   | DNF |     | 7   |     |     | 9   |     |     |     |